# Dorfkirche Tuchen

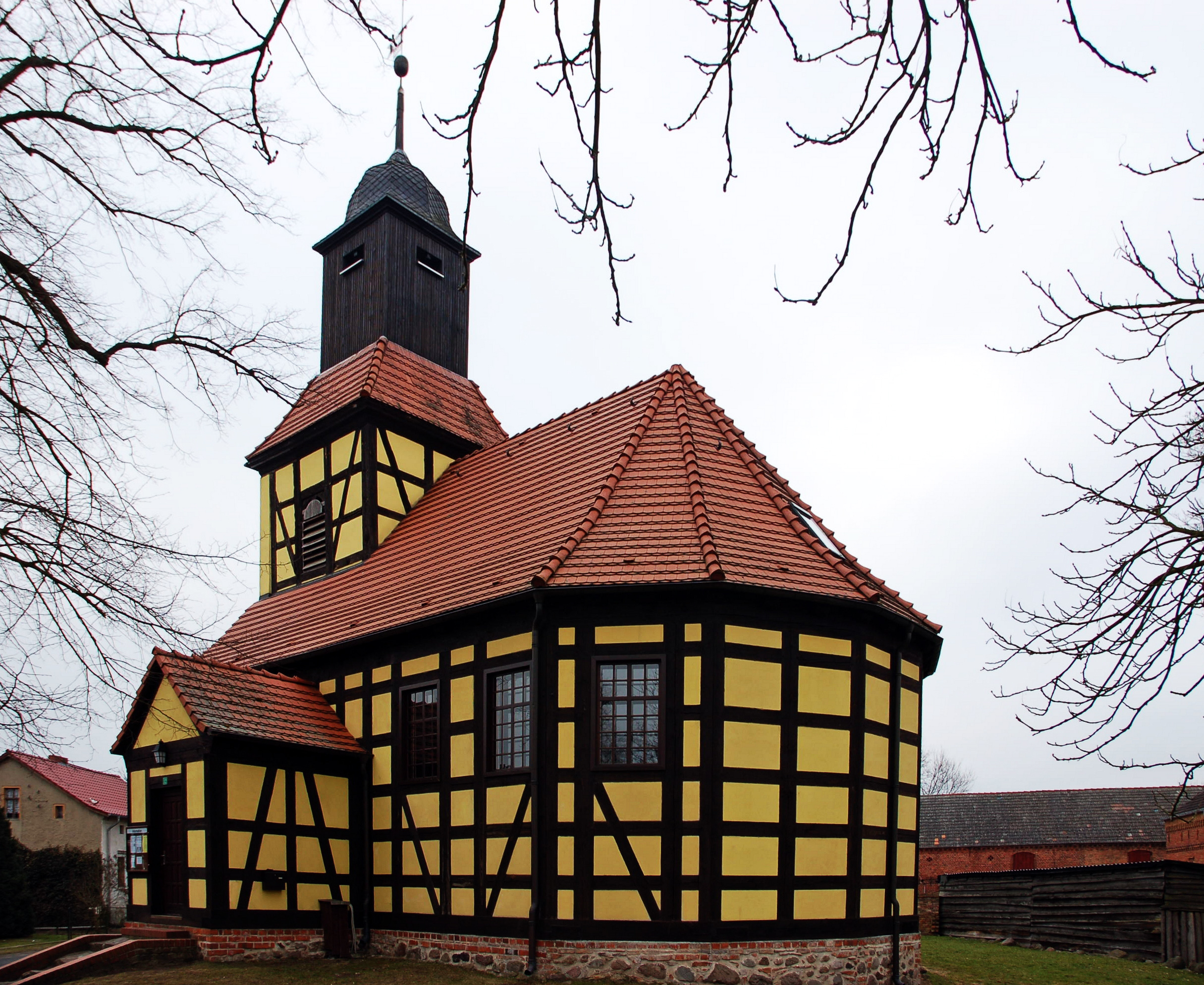
Dorfkirche Tuchen

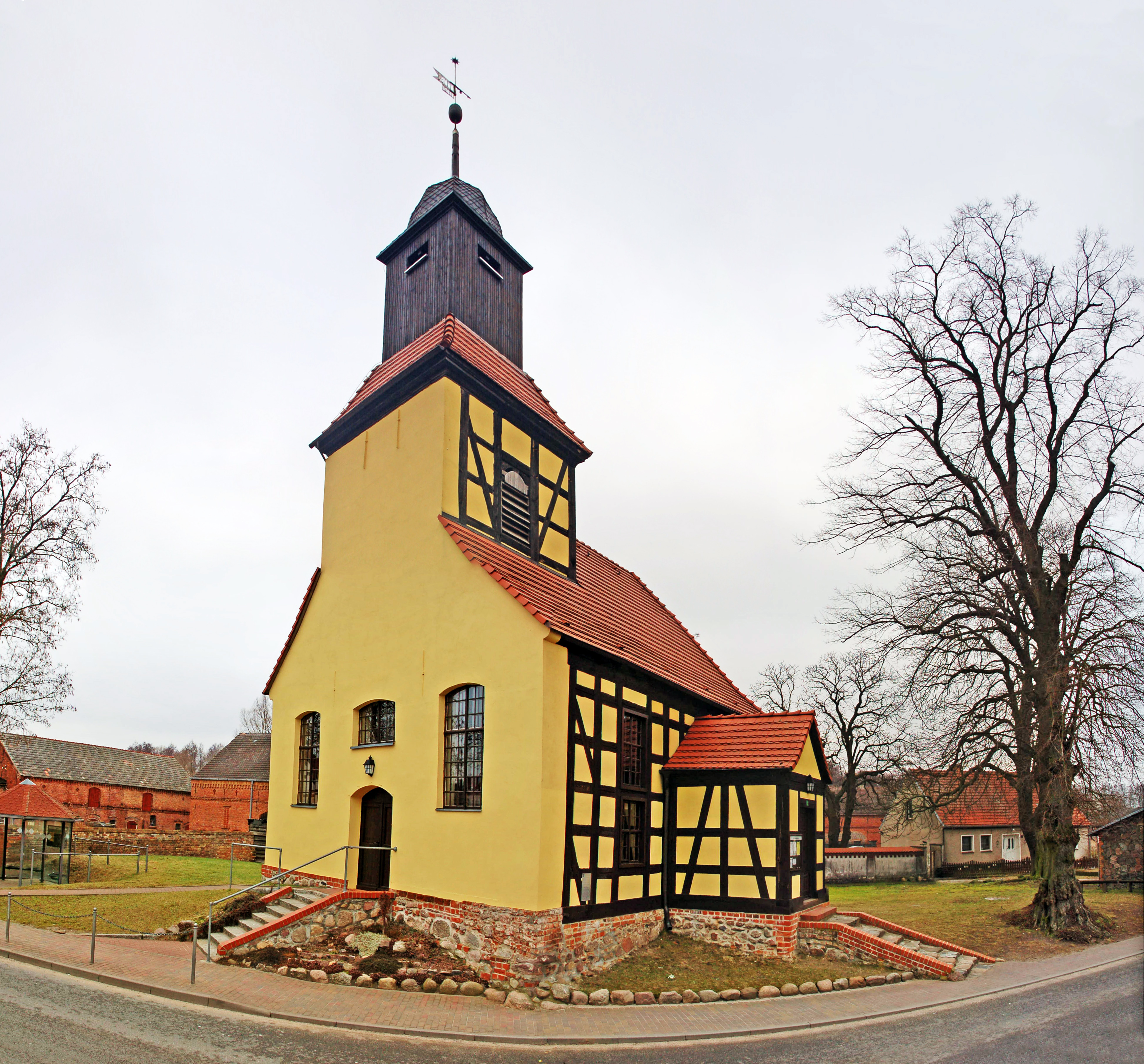
Südwestansicht

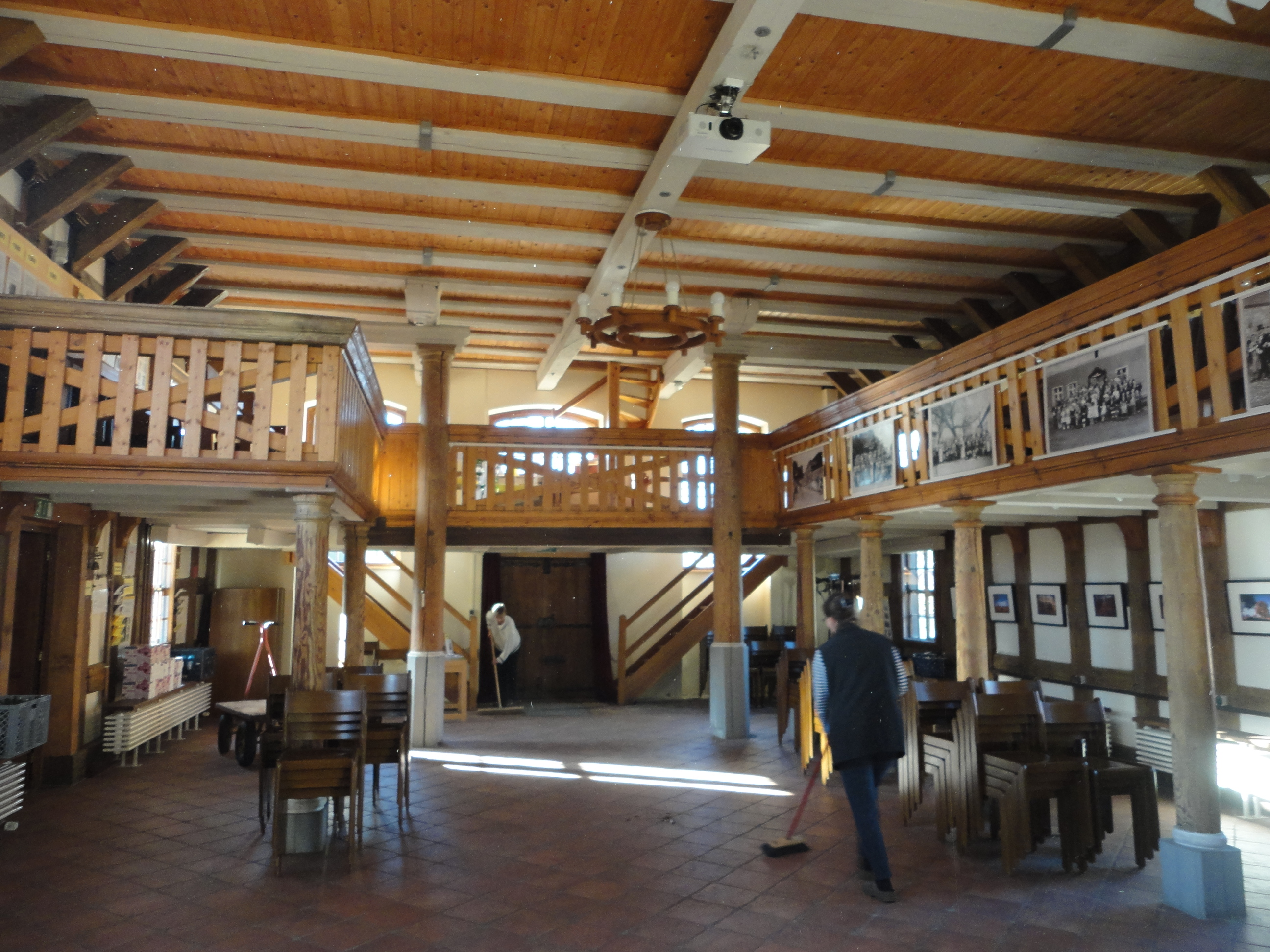
Innenansicht (2015)

Die evangelische Dorfkirche Tuchen ist eine barocke Saalkirche im Ortsteil Tuchen-Klobbicke von Breydin im Landkreis Barnim in Brandenburg. Sie wird nach dem Einsturz im Jahr 1990 und der nachfolgenden Wiederherstellung hauptsächlich als Ort für Hochzeiten und Feiern genutzt.

## Geschichte und Architektur
Ein mittelalterlicher Vorgängerbau aus Feldstein wurde im Jahr 1711 abgerissen und danach mit königlichem Zuschuss ein Neubau errichtet. Das Bauwerk war bereits seit den 1970er Jahren ungenutzt und wurde wegen Baufälligkeit 1973 gesperrt. Durch weiterhin unterlassene Instandsetzung stürzte das Bauwerk bei einem Sturm im Jahr 1990 ein, wobei vor allem das Schiff bis auf wenige Reste zerstört wurde. Danach wurde das Bauwerk in den Jahren 1991 bis 1998 in alter Form wiederaufgebaut und restauriert. Die Gemeinde Tuchen-Klobbicke übernahm die Kirche im Jahr 1997, und der Verein Fachwerkkirche Tuchen e. V. verwaltet sie seitdem, wobei die evangelische Kirchengemeinde ein Nutzungsrecht behielt.
Die Kirche ist eine Saalkirche in Fachwerk aus den Jahren 1711 bis 1718 mit polygonalem Ostschluss, Südvorhalle und quadratischem westlichem Dachturm mit Haube und Laterne. Die Westfront mit Fenstern und Portal in Stichbogenform ist verputzt. Das Innere hat eine umlaufende Empore und wird durch eine Balkendecke abgeschlossen.

## Ausstattung
Von der Ausstattung des Barockbauwerks ist nichts erhalten; sie bestand unter anderem aus einem Kanzelaltar mit reichem Schnitzwerk und einem Taufengel aus der Bauzeit der Kirche sowie einem Pfarrerbildnis von 1736. Zur Ausstattung gehörten weiterhin ein Leuchterpaar aus Zinn aus dem Jahr 1713, ein Kronleuchter aus Messing von 1723, ein Deckelgefäß aus Zinn von 1744 und eine Taufschale aus Zinn von 1818.